# M110 (天体)
座標:  00h 40m 22.075s, +41° 41′ 07.08″
M110 (NGC 205) は、アンドロメダ座に位置する楕円銀河である。

## 概要
アンドロメダ銀河(M31)の伴銀河としてはM32に次いで2番目に大きく、局所銀河群に属する。距離はおよそ290万光年で、質量は銀河系よりは小さいと考えられている。望遠鏡ではM31の中心から北西に45分ほど離れた位置に見える。
口径5cmの望遠鏡で注意深くみると見える。口径10cmの望遠鏡ではっきりと見えてくる。口径20cmで見ても口径10cmで見たのとあまり変わらない。

## 観測史
1773年8月10日にシャルル・メシエが発見した。メシエとは別に、カロライン・ハーシェルも1783年8月27日に独立発見している。

## 「M110」という呼称について
メシエが1807年に刊行したアンドロメダ銀河のスケッチの中にM32とともに描き込まれていたにも拘らず、メシエカタログには記載されなかった。1966年に、イギリスの天文家ケネス・グリン・ジョーンズ（Kenneth Glyn Jones ）がこの銀河を「M110」と呼ぶことを提唱し、この呼称が広まった。

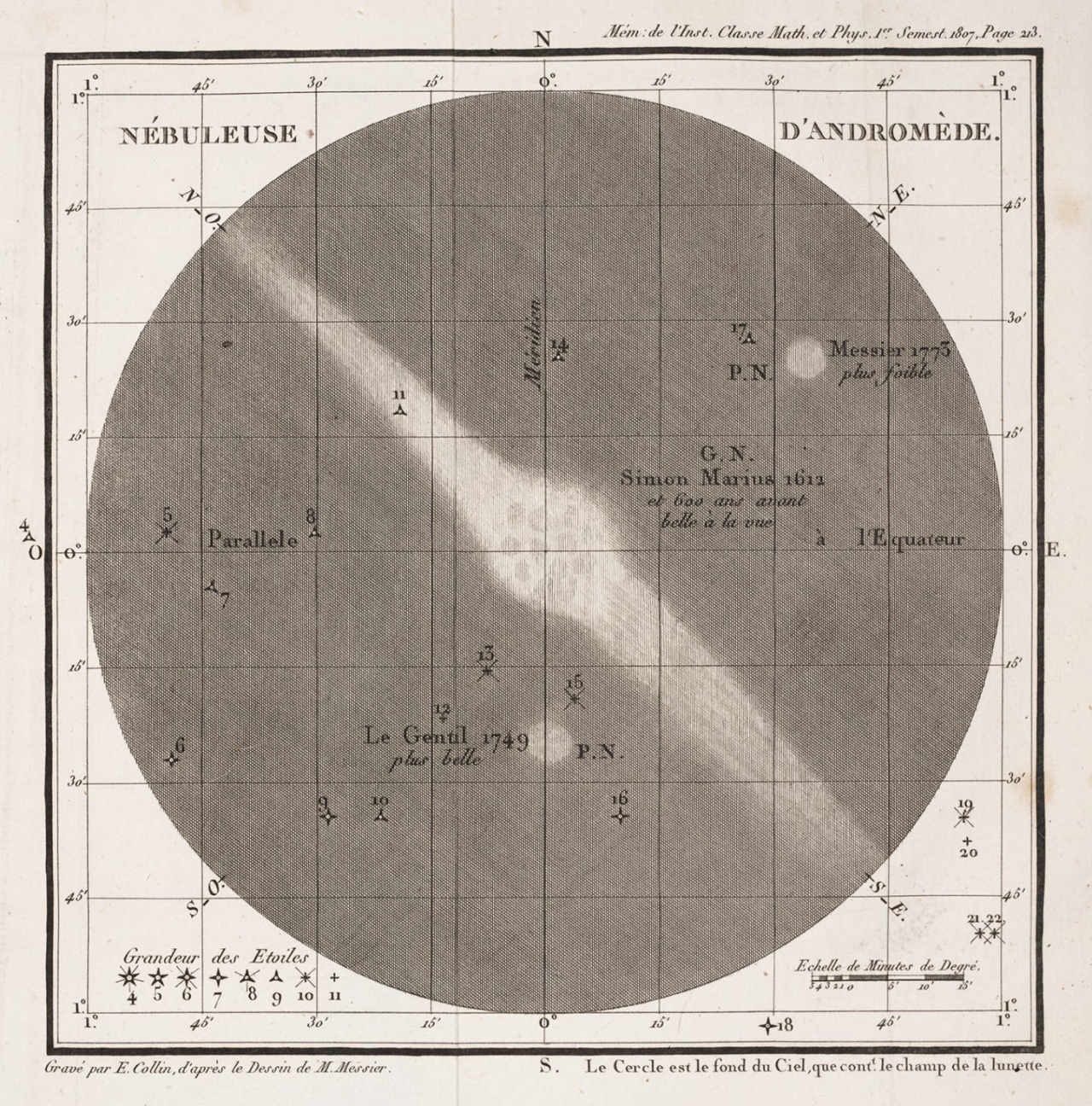
メシエによるM31/M32/M110のスケッチ